# ウキクサ
ウキクサ（浮草、萍、蘋、学名: Spirodela polyrhiza）はウキクサ亜科ウキクサ属に属する水生植物の1種であり、淡水域の水面に生育する。直径 3–10 mm ほどの葉状体から、多数の根が水中に伸びている。葉状体は5–16脈をもち、裏面はふつう紫色を帯びる。秋になると根をもたない休眠芽を形成し、水底で越冬することがある。このように秋になると姿を消し、春に再び現れることから「無者草」ともよばれた。また「鏡草」という古名もある。
「ウキクサ」という名は、ウキクサ亜科の植物の総称として用いられることもあり、さらに遠縁のものも含めて水面に浮かぶ植物の一般名として使われることもある。また、デンジソウ (水生のシダ植物の1種) の異名として使われることもある。ウキクサは水面を漂うため、不安定で落ち着かない生き方をウキクサ (浮草) に例えて表現することがある。以下では、種としてのウキクサについて解説する。

## 特徴
水面に生育する浮遊植物であり、扁平な葉状体 (フロンド; 葉と茎の区別がない) と根からなる (下図1a, b)。葉状体は広倒卵形 (左右相称からやや不相称)、大きさは 3–10 x 2–8 mm、ふつう扁平で膨潤することはなく、掌状に伸びる5–16脈がある。脈に沿って表面に突起が存在することがある。葉状体の表面は緑色、裏面はふつう赤紫色を帯びるが、緑色のこともある (下図1b)。また栄養塩 (リンなど) が不足すると節 (葉状体基端から1/3ほどのところで脈や根、娘葉状体が生じる部分) の表面側に赤色の斑紋 (アントシアニンの蓄積) が生じることがある。葉状体の裏面からは (3–)7–21本の根が束生し、水中に伸びている。根の長さは 0.5–3(-4) cm、根の先端は鋭頭。1本 (まれに2本) の根のみが prophyllum を貫いている。
葉状体の基部左右に出芽嚢があり、そこから新たな葉状体を形成して出芽状に増殖する。ふつう2–5個の葉状体がつながった群体を形成しており、これが分断することで新たな群体ができる。出芽嚢の基部は鱗片状の構造 (prophyllum) で囲まれている。
日本での花期は5–9月だが、開花は非常にまれである。花は花被を欠き、2個の雄しべと1個の雌しべからなる (雄しべ1個からなる雄花2個と雌しべ1個からなる雌花1個とする記述もある)。雌しべの花柱は長さ約 0.3 mm、子房は1–2個の胚珠を含む。果実は直径 1–1.5 mm、わずかに翼があり、1–2個の種子を含む。種子は長さ 0.7–1 mm の長楕円形、12-20本の肋がある。染色体数は 2n = 30, 32, 38, 40, 50, 80。
秋になると、ときに新しい葉状体がデンプンを貯蔵し、肥厚して休眠芽 (越冬芽、殖芽; turion) となる (下図2)。休眠芽は直径 1–2 mm、根を欠き、アントシアニンを含んで濃緑色から赤紫色になる (下図2)。休眠芽は水底で越冬し、翌春に浮上して増殖を再開するが、泥中で4年以上生き残ることもある。また窒素不足や二酸化炭素増加、植物ホルモンのアブシシン酸などによっても休眠芽形成が誘導されることが知られている。アブシシン酸処理後2週間で、デンプン含有量は乾燥重量の60%以上に達する。
ウキクサについては全ゲノムの塩基配列が報告されている。ゲノムサイズは 158 Mbp (Mbp = 100万塩基対) ほどであり、ウキクサ亜科の種で調べられた中では最も小さい。

## 分布・生態

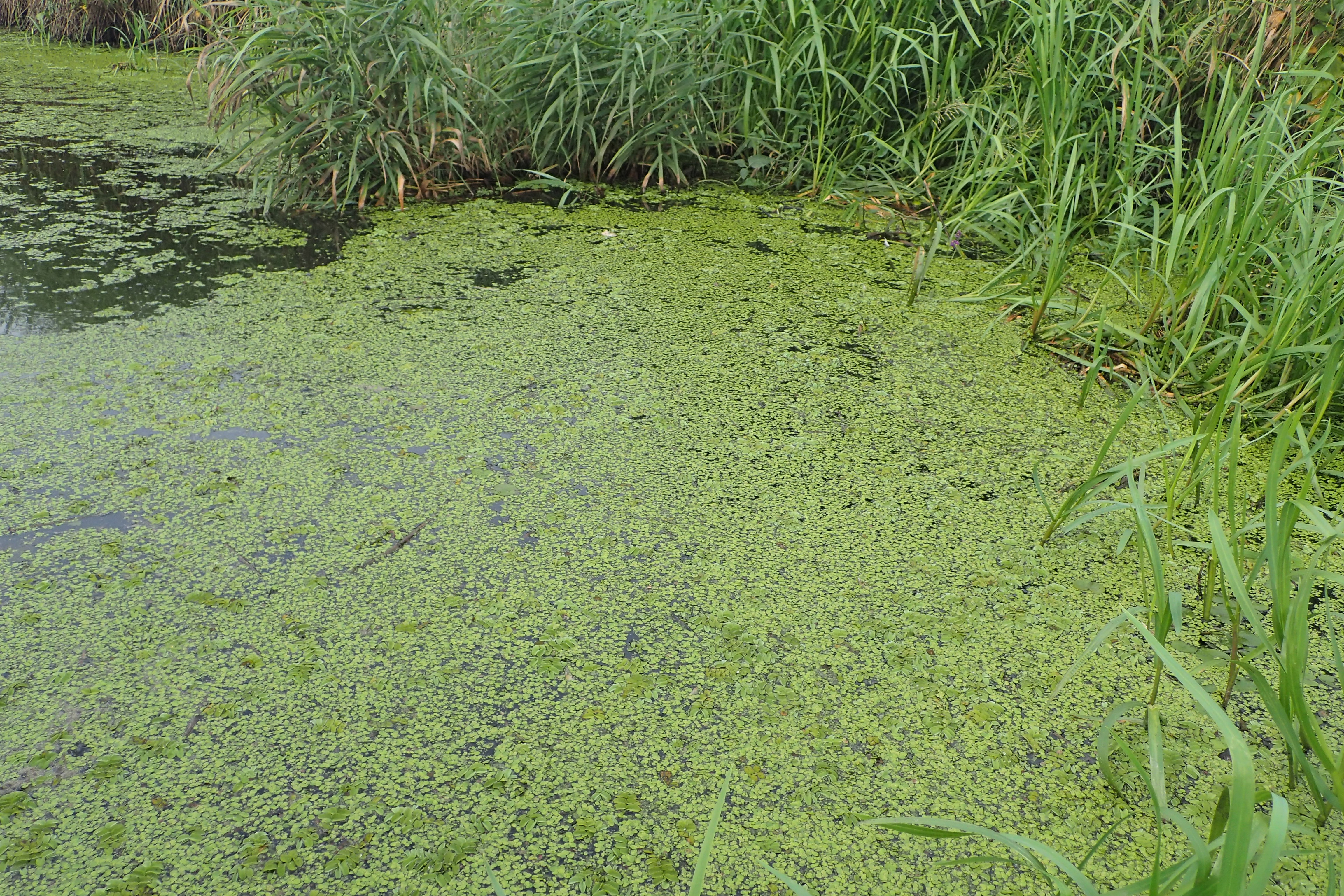
3. 水面を覆うウキクサ (サンショウモが混生している) (ポーランド)

汎世界種であり、北米、南米北西部、アフリカ、ユーラシア、東南アジア、オーストラリアから報告されている。日本でもふつうに見られ、北海道から沖縄まで生育している。
池や水田、水路などの淡水域に生息し、しばしば水面を覆う (右図3)。水流があると流されてしまうため、水流のない、またはほとんどないところに生育する。

## 人間との関わり

### 応用
増殖が早いこと、水と直接接していること、ゲノムサイズが小さいこと (上記参照) から、バイオ燃料、バイオレメディエーション (生物による有毒物質の除去)、炭素回収などを目的とした研究が行われている。
ウキクサの葉状体のタンパク質含有率はダイズと同じであり、乾燥重量のほぼ37パーセントで、増殖速度はダイズの10倍であり、アメリカでは家畜の飼料としてのウキクサ牧場が構想され、その家畜から出された排泄物からメタンガスを取り出し、諸々のエネルギーに利用しようというものである。

### 薬用
発汗作用や利尿作用があり、生薬とされることがある (生薬名は浮萍)。

### 季語
ウキクサ (浮草、萍) は夏の季語であり、関連する季語として「萍の花」や「根無草」、「無者草」などがある (ただし一般名としてのウキクサは、必ずしも種としてのウキクサとは限らない)。ウキクサを詠んだ俳句として、以下のようなものがある。
萍の 鍋の中にも 咲にけり—一茶
晩涼に 池の萍 みな動く—虚子
萍を 岸につなぐや 蜘の糸—千代女
萍の わが屍を 蔽ふべく—鷹女

## 分類
ウキクサ属には本種の他に Spirodela intermedia のみが知られるが、この種は中南米のみに分布し、2–5本の根がprophyllumを貫いている点、節の表面側に赤い斑紋が生じるない点、休眠芽 (越冬芽、殖芽) を形成しない点でウキクサと異なる。ヒメウキクサ属 (ヒメウキクサのみを含む) はウキクサと同様に複数の根をもつが、その数が少なく (2–6本)、葉状体が小型 (2–5 mm) でやや細長く、3–7脈をもつ (右図4a)。アオウキクサ属 (アオウキクサ、コウキクサ、イボウキクサなど) もふつう葉状体が小型で根は1本のみであり、ミジンコウキクサ属ははるかに微小で根を欠く (右図4b)。
なお、「ウキクサ」という名前がつくボタンウキクサはウキクサと同じサトイモ科に属するが、その中では近縁ではない。またアカウキクサやオオアカウキクサは種子植物ではなく、シダ植物 (薄嚢シダ類) に属する。

## ギャラリー

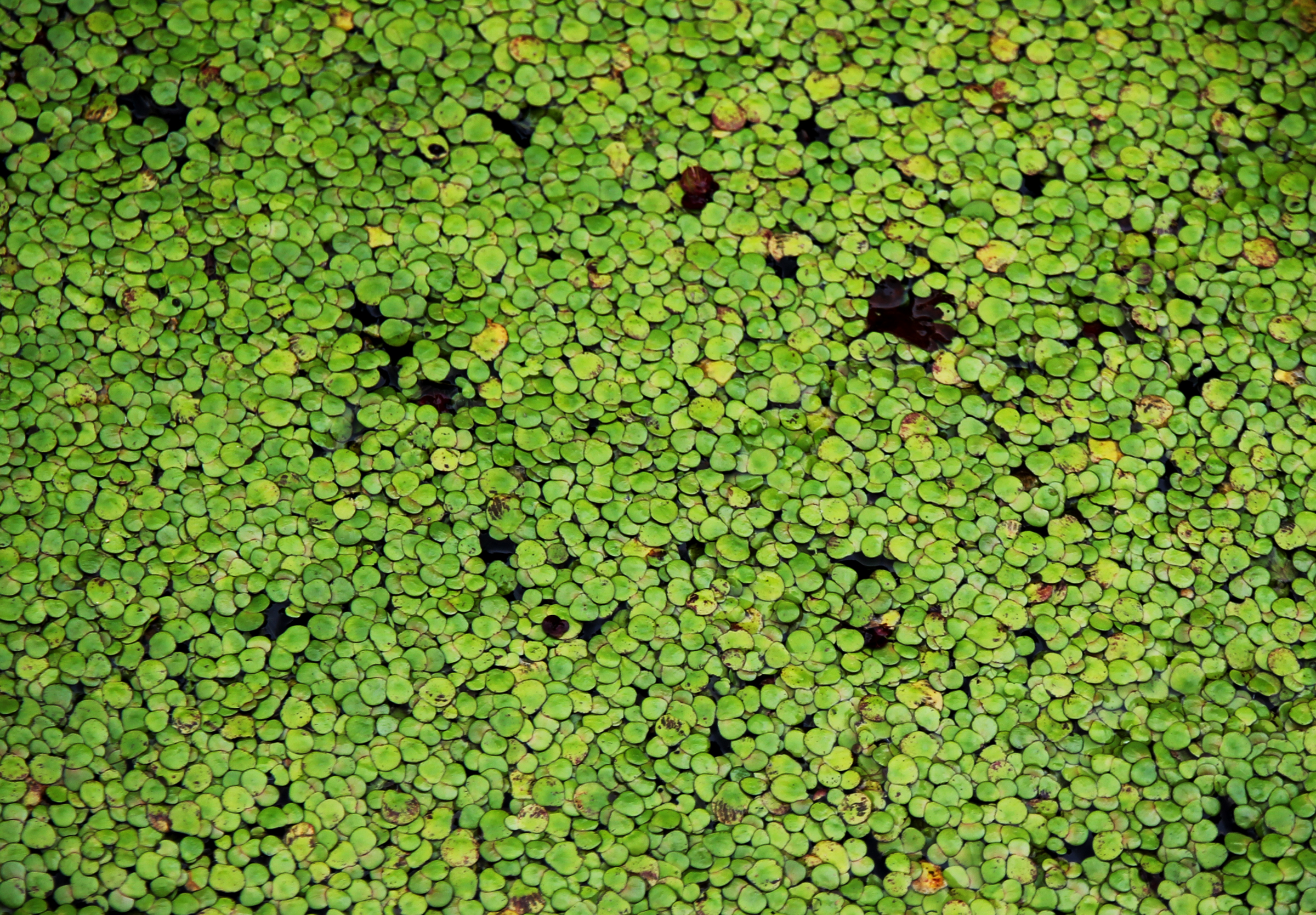
水面を覆うウキクサ
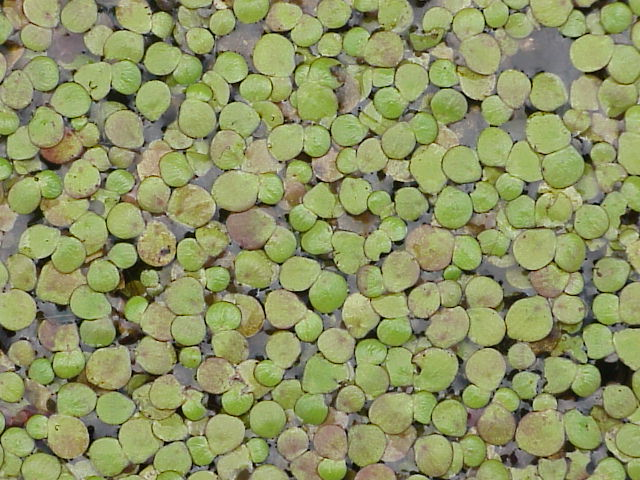
水面を覆うウキクサ
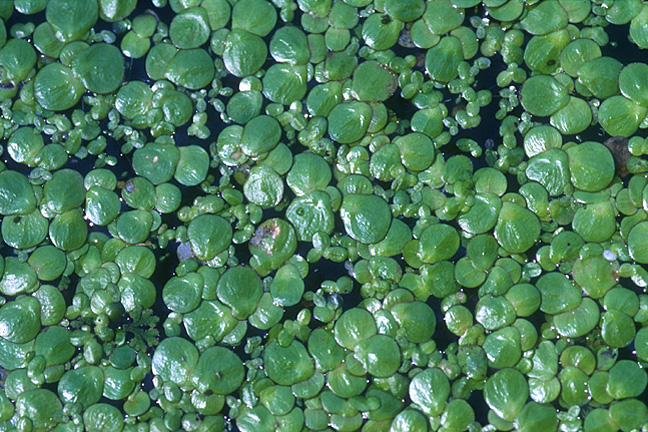
水面を覆うウキクサ
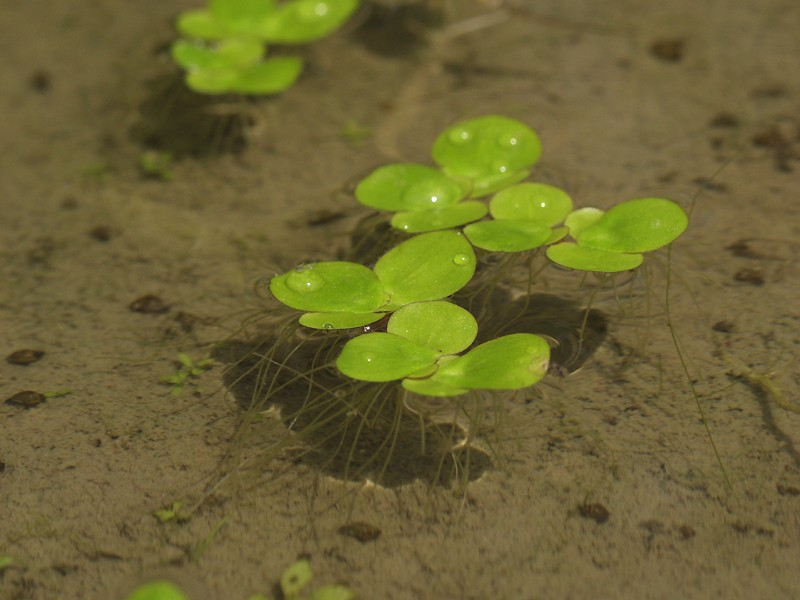
水面上の群体
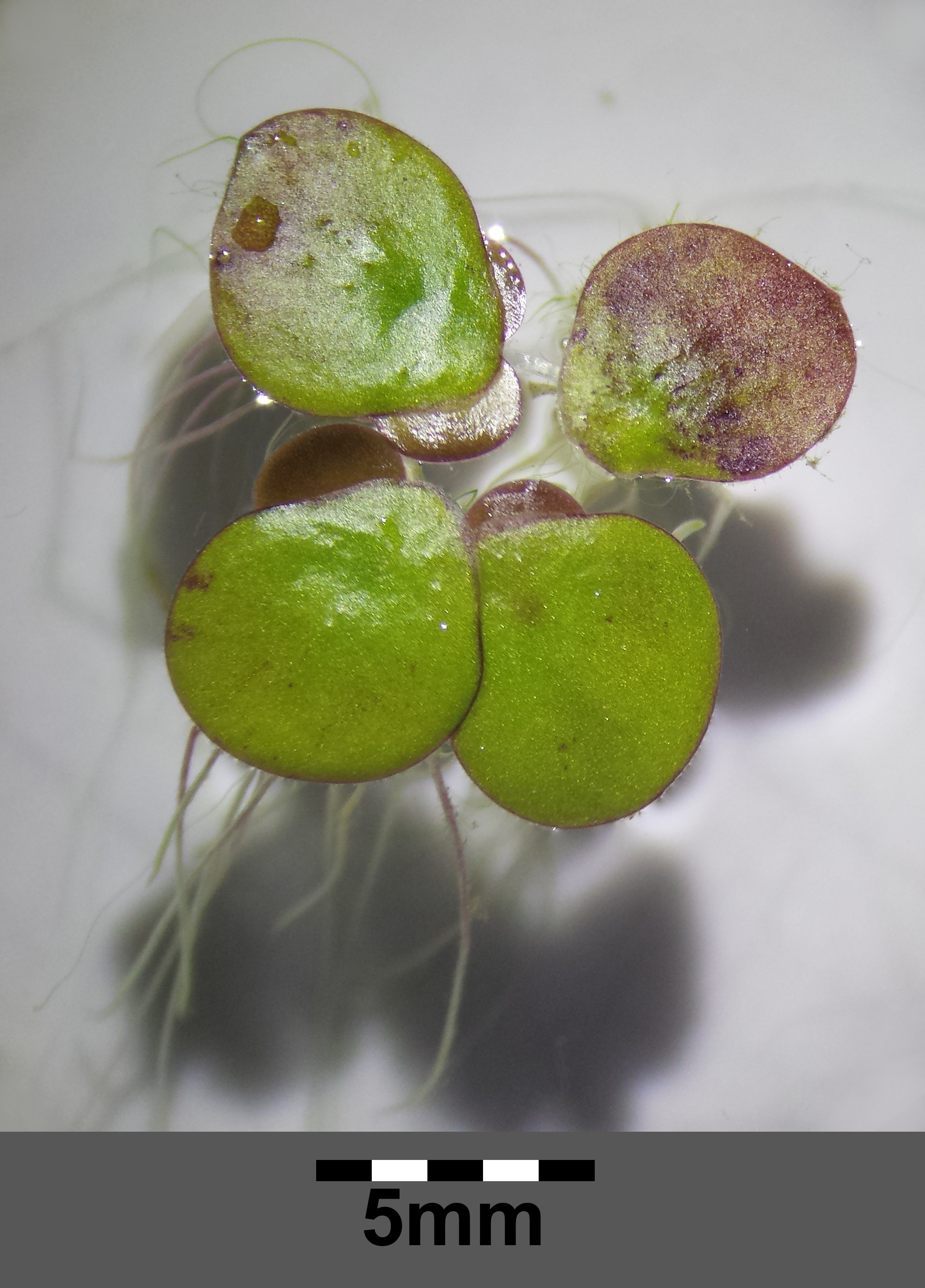
群体を形成した葉状体
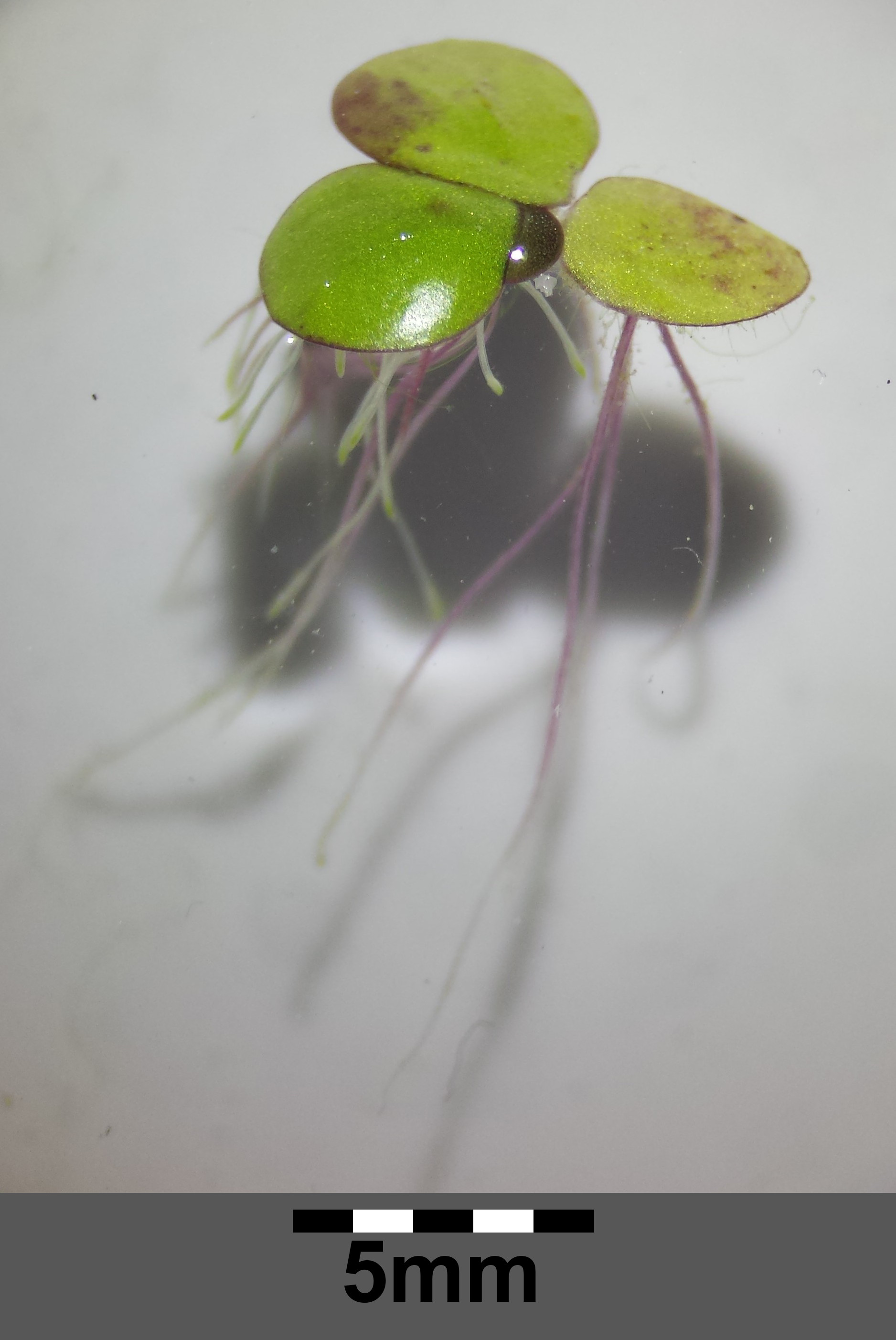
群体を形成した葉状体